# Pasieka Otfinowska
Pasieka Otfinowska – wieś w Polsce, położona w województwie małopolskim, w powiecie tarnowskim, w gminie Żabno.
| SIMC    | Nazwa       | Rodzaj     |
| ------- | ----------- | ---------- |
| 0838163 | Bugaj       | część wsi  |
| 0838170 | Wałowa      | część wsi  |
| 0838192 | Zakanale    | przysiółek |
| 0838186 | Zakrajniaki | część wsi  |

We wsi znajduje się przewóz promem przez rzekę Dunajec do wsi Otfinów. We wsi znajduje się sklep, bar, jednostka Ochotniczej Straży Pożarnej oraz niepubliczne przedszkole.
W latach 1975–1998 miejscowość administracyjnie należała do województwa tarnowskiego.

## Zabytki
Obiekt wpisany do rejestru zabytków nieruchomych województwa małopolskiego.
- Cmentarz wojenny nr 256.